# Midden-Saksisch voetbalkampioenschap 1916/17
In 1916/17 werd het zevende Midden-Saksisch voetbalkampioenschap gespeeld, dat georganiseerd werd door de Midden-Duitse voetbalbond. FC 1912 Waldheim werd kampioen, maar nam niet deel aan de Midden-Duitse eindronde, wellicht omdat deze op dezelfde dag begon als dat de finale gespeeld werd.  

## 1. Klasse
| Plaats | Club                | Wed. | W | G | V | Saldo | Ptn.  |
| ------ | ------------------- | ---- | - | - | - | ----- | ----- |
| 1.     | FC 1912 Waldheim    | 9    | 7 | 0 | 2 | 13:16 | 14:04 |
| 2.     | Riesaer SV 03       | 9    | 7 | 0 | 2 | 03:04 | 14:04 |
| 3.     | Döbelner SC 02      | 9    | 4 | 0 | 5 | 14:04 | 08:10 |
| 4.     | FA des RSV Waldheim | 9    | 4 | 0 | 5 | 03:15 | 08:10 |
| 5.     | FC Wettin Riesa     | 9    | 3 | 0 | 6 | 09:04 | 06:12 |
| 6.     | BC Hartha           | 5    | 0 | 0 | 5 | 10:09 | 00:10 |

- Wetting Riesa trok zich na de eerste speeldag van de terugronde terug. De nog te spelen wedstrijden werden als overwinning voor de tegenstander aangerekend. In juli 1917 sloot de club zich bij Riesaer SV 03 aan.
- BC Hartha trok zich na de heenronde terug. Reeds gespeelde wedstrijden werden voor de tegenstander geteld met behoud van het doelsaldo. De resterende wedstrijden werden niet gespeeld noch aangerekend als nederlaag.

|  | Play-off titel |

|            |                  |       |               |        |
| 6 mei 1917 | FC 1912 Waldheim | 3 – 0 | Riesaer SV 03 | Döbeln |
| 6 mei 1917 |                  |       |               | Döbeln |